# Ippolito Caffi
Ippolito Caffi (Belluno, 16 de octubre de 1809 – Lissa, 20 de julio de 1866) fue un pintor italiano.

## Biografía
Nacido de Giacomo y Maria Castellani, estudió en Belluno, luego en Padua con el pintor Pietro Paoletti, que trabajaba así mismo para otro pintor, Giovanni De Min, y finalmente en la Academia de Venecia.
En aquel ambiente de mucha aplicación pero poco respiro, el inquieto Caffi comenzó a sentirse incómodo, así, en el enero del 1832, se mudó a Roma, junto a su maestro Paoletti. Frecuentando su estudio, Caffi mejoró su propia técnica y se especializó en paisajes. A principios del 1833 Caffi abrió su propio estudio.

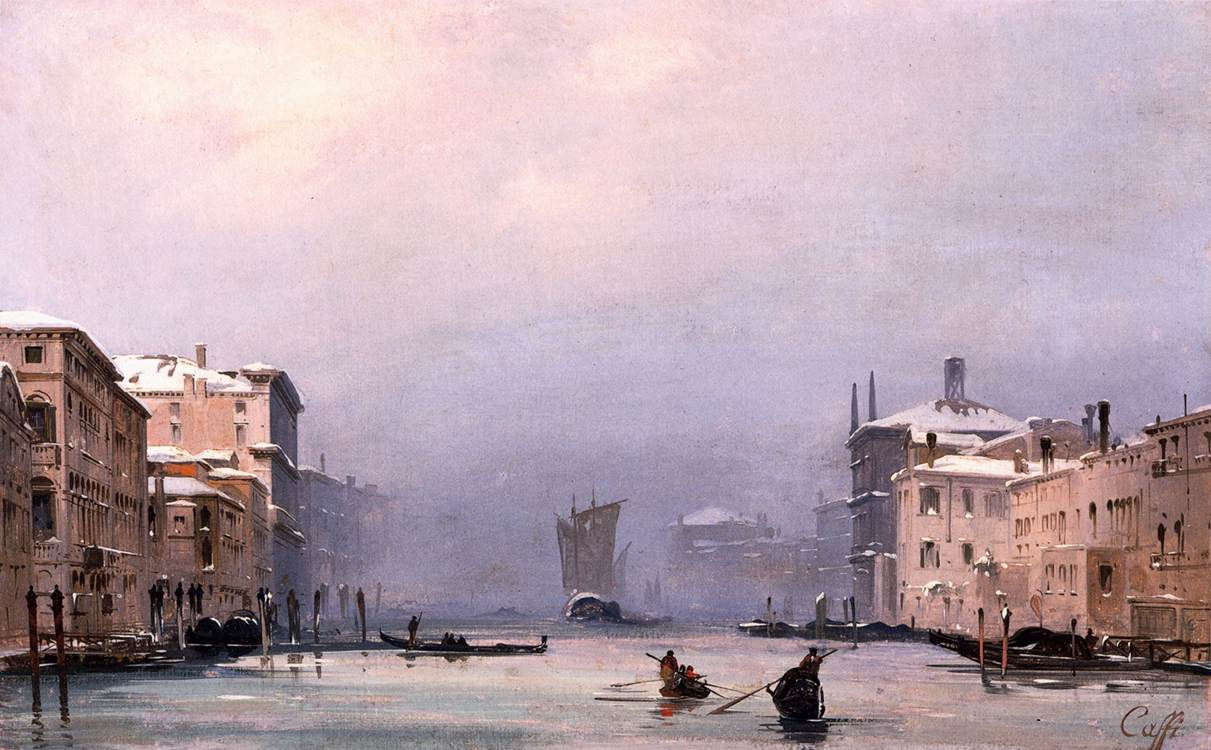
Nieve y niebla sobre el Canal grande, 1840

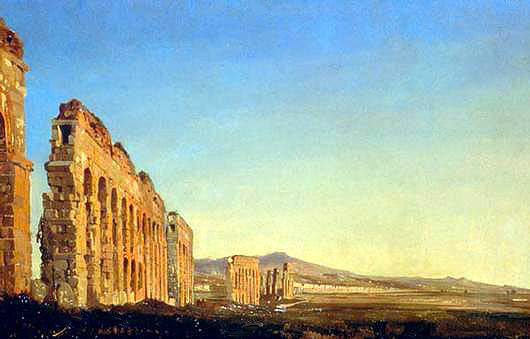
Acueducto en la campaña romana, 1843

Vivía en Roma, pero se trasladaba a menudo a otras ciudades para exponer sus obras. 
En el 1841 decoró la sala romana del Café Pedrocchi de Padua. En el 1843 partió para Nápoles y de allí para el Oriente, visitando Atenas, Turquía, la Palestina y Egipto, volviendo en Italia en el 1844, cargado de bocetos y de cuadros.
En el 1848 dejó Roma partiendo para el Friuli, donde se enroló en la guerra contra Austria; hecho prisionero, se escapó, refugiandose en Venecia durante un año. En el 1849 se estableció en Génova, en Suiza y en el 1850 en Turín.
Después hizo una serie de viajes a Londres, donde expuso en la Exposición Universal, en París y en España, en el 1855 volvió a Roma y del 1858 de nuevo a Venecia, donde sufrió un proceso por "crimen de pública violencia".
En el 1860 fue prisionero político en las cárceles de San Severo por tres meses, a causa de sus frecuentes visitas a Turín y Milán, que desataron las sospechas de las autoridades austríacas. De allí volvió a Milán, luego se fue a Nápoles, uniéndose al ejército de Garibaldi.
Después del 1860, con la Unidad de Italia, Caffi volvió a Venecia.
Murió a 57 años en el hundimiento del barco Reyes de Italia durante la batalla de Lissa del 1866, en plena tercera guerra de independencia italiana, después de haber dejado Venecia en dirección a Florencia y de allí a Tarento.
Toda su vida logró llevar un nivel de vida bastante alto vendiendo sus cuadros, algunos copiados muchas veces para los nobles europeos, entre los cuales estaba el mismísimo príncipe de Austria.
La obra de Caffi, al principio inspirada en los modelos del Setecientos veneciano, logró modernizar el vocabulario pictórico de los paisajistas, ya sea explorando nuevos puntos de vista, como en las escenas nocturnas, ya sea con temas inusuales.
A pesar de haber sido muy apreciado en vida, Caffi ha debido esperar a los años sesenta para ser seriamente considerado por los historiadores de arte. Con la gran exposición en Venecia con ocasión del centenario su muerte se revalorizó mucho su pintura.
Su obra fue numerosísima pero parte de ella se perdió.
En el Museo Civico de Belluno están conservadas sólo estas pocas obras:
- Fiesta notturna a San Pietro de Castillo, (óleo sobre tela)
- La Salud y el Canal Grande con la nieve, (óleo sobre tela),
- Carovana en el desierto, (óleo sobre tela),
- Belluno y el Monte Sirva, (óleo sobre tela),
- Plaza San Marco con la niebla, (óleo sobre tela).

Otras obras están conservadas en museos, villas y palacios de muchas ciudades italianas y europeas: Ciudad del Vaticano, Copenaghen, Roma, Turín, Treviso, Trieste, Venecia.